# Mihaela Runceanu
Valentina-Mihaela Runceanu (Buzău, 4 maggio 1955 – Bucarest, 1º novembre 1989) è stata una cantante e insegnante rumena di canto.

## Biografia
Valentina-Mihaela Runceanu nacque il 4 maggio 1955 a Buzău da Nicolae e Lenuța Runceanu. Nel 1970 completò il ciclo scolastico ginnasiale e si iscrisse alla Scuola di musica e belle Arti di Buzău dove si diplomò come valedictorian nel 1974. Durante gli anni di liceo, iniziò a cantare nell'Orchestra sinfonica della città con la quale andò in tournée per diverse settimane in Cecoslovacchia e in Ungheria.
Nel 1972 vinse il primo premio al concorso "Tinerețea Buzoiană" con il brano Anilor di Petre Magdin, il suo primo riconoscimento pubblico. Nel 1974 fu ammessa al Conservatorio di musica "Ciprian Porumbescu" (nella classe di Victor Giuleanu) e seguì parallelamente i corsi di canto della Scuola popolare d'arte di Bucarest guidata dalla professoressa Nina Bercaru di cui conseguì il diploma nel 1977. Nel 1975 vinse il trofeo "Steaua litoralului", ottenne il primo premio al Festival "Costellazioni Vâlcea" e debuttò alla radio con un pezzo in prima audizione del compositore George Grigoriu. Tra il 1975 e 1977 fece il suo debutto alla radio, venne selezionata per il concorso "Steaua fara nume" e vinse trofei, primi e secondi premi per giovani cantanti in diversi festival a Costanza, Râmnicu Vâlcea, Brăila, Galați, Amara.
Nel 1978 si laureò alla facoltà di pedagogia, musicologia, composizione del Conservatorio di musica "Ciprian Porumbescu" con la tesi La musica pop rumena e il suo ruolo nella società contemporanea coordinata dal professore Leahu. Tra il 1978 e il 1979, lavorò come insegnante di violino presso la Scuola di musica generale di Brăila e si esibì in città con i gruppi "Solaris" e "Mefisto".
Nell'autunno del 1980 divenne insegnante presso la Scuola popolare d'arte di Bucarest assieme al compositore Ionel Tudor. Ebbe come allievi: Marina Florea, Silvia Dumitrescu, Dana Dorian, Gianina Olaru, Carmen Trandafir, Adrian Enache, Mădălina Manole, Nicola, Paula Mitrache, Miki (ex solista della band K-pital), Maria Botta, Marinela Chelaru del gruppo "Vouă" e altri. Tra il 1980 e il 1989 Mihaela Runceanu si esibì in alcuni dei ristoranti più noti di Bucarest ("Intercontinental", "București", "Continental", "Salonul spaniol", "Dorobanți", "Melody"), all'"Internațional" di Sinaia e Timișoara e durante le vacanze nei ristoranti sul litorale del Mar Nero ("Paradise Bar" a Jupiter).
Nel 1984 la canzone È adevărat, iubirea mea ripresa dal repertorio internazionale (era la traduzione del singolo Paradise scritta da Lawrence Russell Brown e cantata da Phoebe Cates, tema del film del 1982), diventò il suo primo singolo di successo al quale si aggiunsero Nu, nu mai vreau să ştiu, Să crezi în dragostea mea (di Ion Cristinoiu e Roxana Popescu che ottenne il primo premio nella sezione "Prime Audizioni" al festival Melodii'84), Nu ştiu cum m-am îndrăgostit, Tu nu vei şti niciodată.
Da quel momento Mihaela Runceanu diventò una dei solisti rumeni più apprezzati, vennero organizzati suoi spettacoli a Bucarest (in particolare alla Sala della Radio o alla Sala Polivalenta) o in provincia, Mihaela Runceanu venne richiesta sempre più spesso per le registrazioni alla radio, Televiziunea Română e Electrecord e si susseguono le tournée (dopo Cecoslovacchia e Ungheria del 1973 il turno di Bulgaria e Unione Sovietica nel 1984, Cuba nel 1985 e Repubblica Democratica Tedesca nel 1987).
Il 28 ottobre 1989, Mihaela Runceanu si esibì durante lo spettacolo Start Melodii'89, che si svolse presso la Sala della radio. Riscosse un grande successo, concesse i bis e alla fine, emozionata, si inginocchiò sul palcoscenico durante gli applausi. Il 30 ottobre 1989, Electrecord pubblicò il terzo disco dell'artista Pentru voi, muguri noi.

## Assassinio
Due giorni più tardi, il 1º novembre verso l'una di notte, Mihaela Runceanu venne assassinata a scopo di rapina nel suo monolocale a Bucarest, in Bulevardul Mihai Bravu, da un conoscente a cui lei stessa aprì la porta. Il 2 novembre, a 36 ore dall'omicidio, Daniel Cosmin Ştefănescu fu arrestato. Condannato a 21 anni di prigione, venne liberato nel 2006 per buona condotta.
Il 4 novembre 1989, Mihaela Runceanu venne sepolta nel cimitero "Dumbrava" a Buzău.

## Eredità
A maggio 1990 fu fondato dal giornalista Mihai Bogatu il "Mihaela Runceanu Fan Club", il primo fan club in Romania. In questa occasione Mihai Bogatu pubblicò la brochure Adevărul în cazul Mihaela Runceanu.
Nel 1991 uscì il libro Mihaela Runceanu - Un cantec ucis, scritto da Nicolae Peneş e pubblicato con la Casa Editrice Monteoru. Il libro venne ristampato nel 1993 alla Divers Press Publishing House di Bucarest. Sempre nel 1991, fu pubblicato il libro Pagini din procesul asasinului Mihaelei Runceanu, scritto da Nicolae Peneş. Il libro riunisce tutti i rapporti del processo per omicidio apparso sul giornale Senator di Buzău.
Dal 24 al 26 maggio 1991 a Buzău si svolge la prima edizione del Festival di musica leggera "Mihaela Runceanu". Nel novembre del 2004, Mihaela Runceanu è stata dichiarata cittadina onoraria post-mortem di Buzău, distinzione attribuita dai consiglieri comunali locali a 13 altre personalità, come gli scrittori Nicolae Peneş e Radu Cârneci, il museografo Valeriu Nicolescu, il regista Nicolae Cabel e il giornalista Dumitru Ion Dincă.
Nel 2009, nel 20º anniversario della sua scomparsa, l'Associazione culturale "Il Fan Club Mihaela Runceanu" di Bucarest tenne il 1 novembre presso la Casa degli Studenti la manifestazione commemorativa intitolato "Io non ho dimenticato", un tributo a Mihaela fatto da nomi della scena musicale rumena e suoi ex studenti: Amadeus, Silvia Dumitrescu, Marina Florea, Adrian Enache, Daniel Iordachioae, Viorel Philip Carmen Trandafir, Miki, Maria Botta e altri. Il 9 maggio 2010, nel giorno del suo compleanno, gli stessi organizzatori hanno allestito il concerto di musica pop "Noi non ti abbiamo dimenticata" al quale hanno partecipato gli artisti Gabriel Cotabiţă, Silvia Dumitrescu, Marina Florea, Catalin Magdalinis, George Nicolescu, Maria Radu e altri.
Il 4 novembre 2010, la Casa della Cultura degli Studenti di Bucarest ha ospitato la mostra Per te, nuovi germogli per il 21º anniversario della scomparsa di Mihaela Runceanu, mostra alla quale hanno partecipato Andreea Runceanu, Xenti Runceanu e Michael Bogatu e che si è conclusa con i recital straordinari tenuti da Corina Chiriac e Silvia Dumitrescu.

## Discografia
I. Mihaela Runceanu (1983, Electrecord ST EDC 10757) – disc singolo
1. Luna (Vasile Veselovschi / Mihai Maximilian)
2. Ce frumos am visat (Dan Beizadea) / Ion Preda)

II. Mihaela Runceanu (1987, Electrecord ST EDE 03202)
1. E adevarat iubirea mea (repertorio internazionale / Roxana Popescu)
2. De-ar fi sa vii (Alexandru Wilmany / Roxana Popescu)
3. Sa crezi în dragostea mea (Ion Cristinoiu / Roxana Popescu)
4. Iarta (Ion Cristinoiu / Roxana Popescu)
5. Nu te ascunde (Cornel Fugaru / Dan V. Dumitriu)
6. Nu, nu mai vreau sa știu (Dan Dimitriu / Eugen Rotaru)
7. Cu fiecare stea (Mihai Grigoriu / Romeo Iorgulescu)
8. Nu știu nici eu (Gh.E.Marian / Aurel Felea)
9. Haide spune (Viorel Gavrila / Roxana Popescu)

III. Pentru voi, muguri noi (1989, Electrecord ST EDE 03627)
1. Pentru voi, muguri noi (Ionel Bratu Voicescu / George Țarnea)
2. Conga (repertorio internazionale / Mala Barbulescu)
3. Clipe ce dor (Eugen Mihaescu / Vasile Bucuroiu)
4. A doua zi (Dinu Giurgiu / Dan Verona)
5. Eu nu te-am uitat (cover Scorpions-Still loving you / Roxana Popescu)
6. Fericirea are chipul tau (Marcel Dragomir / Eugen Rotaru)
7. Daca totuși vei pleca (Zoltan Boroș / Dumitru Popescu-Chiselet)
8. Sa fim copii (Dinu Giurgiu / Dan V. Dumitriu)

(Versione dell'audiocassetta STC 00597)
1. Pentru voi, muguri noi (Ionel Bratu Voicescu/ George Țarnea)
2. Eu nu te-am uitat (Scorpions / Roxana Popescu)
3. Fericirea are chipul tau (Marcel Dragomir/Eugen Rotaru)
4. Iarta (Ion Cristinoiu/ Roxana Popescu)
5. Cât aș fi vrut sa te chem (Alexandru Wilmany/Angel Grigoriu)
6. E adevarat iubirea mea (repertorio internazionale/Roxana Popescu)
7. A doua zi (Dinu Giurgiu/Dan Verona)
8. Conga (repertorio internazionale / Mala Barbulescu)
9. Daca totuși vei pleca (Zoltan Boroș/Dumitru Popescu-Chiselet)
10. Clipe ce dor (Eugen Mihaescu/Vasile Bucuroiu)
11. Sa fim copii (Dinu Giurgiu/Dan V. Dumitriu)

IV. Vom fi mereu (1999, Electrecord EDC 334)
1. Viața începe cu tine (Virgil Popescu / Angel Grigoriu, Romeo Iorgulescu)
2. Un bilet pentru o calatorie (repertorio internazionale / Flavia Buref)
3. Speranțe vis, speranțe flori (George Grigoriu / Andreea Andrei)
4. E adevarat iubirea mea (repertorio internazionale / Roxana Popescu)
5. Zborul vântului (Viorel Gavrila / Roxana Popescu)
6. Nu, nu mai vreau sa știu (Dan Dimitriu / Eugen Rotaru)
7. De-ar fi sa vii (Alexandru Wilmany / Roxana Popescu)
8. Iarta! (Ion Cristinoiu / Roxana Popescu)
9. Sa fim copii (Dinu Giurgiu / Dan V. Dumitriu)
10. Pentru voi, muguri noi (Ionel Bratu Voicescu / George Țarnea)
11. Adevarul florilor (Zoltan Boroș / Dumitru Popescu Chiselet)
12. Clipe ce dor (Eugen Mihaescu / Vasile Bucuroiu)
13. Haide, spune (Viorel Gavrila / Roxana Popescu)
14. Conga (repertorio internazionale / Mala Barbulescu)
15. Eu nu te-am uitat (repertorio internazionale / Roxana Popescu)
16. Fericirea are chipul tau (Marcel Dragomir / Eugen Rotaru)
17. Cânta iubirea (Zoltan Boroș / Dumitru Popescu Chiselet)
18. Daca omul poate fi (Alexandru Simu / Eugen Dumitru)

V. Mihaela Runceanu - Ediție de colecție, vol.31 (2007, Jurnalul național)
1. E adevarat iubirea mea (repertorio internazionale / Roxana Popescu)
2. Speranțe vis, speranțe flori (George Grigoriu / Andreea Andrei)
3. Haide, spune (Viorel Gavrila / Roxana Popescu)
4. De-ar fi sa vii (Alexandru Wilmany / Roxana Popescu)
5. Viața începe cu tine (Virgil Popescu / Angel grigoriu, Romeo Iorgulescu)
6. Conga (repertorio internazionale / Mala Barbulescu)
7. Sa crezi în dragostea mea (Ion Cristinoiu / Roxana Popescu)
8. Clipe ce dor (Eugen Mihaescu / Valeriu Bucuroiu)
9. Sa fim copii (Dinu Giurgiu / Dan V. Dumitriu)
10. Zborul vântului (Viorel Gavrila / Roxana Popescu)
11. Fericirea are chipul tau (Marcel Dragomir / Eugen Rotaru)
12. Acasa (Dan Ardelean / Aurel Storin)
13. Cât aș fi vrut sa te chem (Alexandru Wilmany/Angel Grigoriu)
14. Cânta iubirea (Zoltan Boroș / Dumitru Popescu Chiselet)
15. Daca totuși vei pleca (Zoltan Boroș / Dumitru Popescu-Chiselet)
16. Eu nu te-am uitat (cover Scorpions-still loving you / Roxana Popescu)
17. Iarta! (Ion Cristinoiu / Roxana Popescu)
18. A doua zi (Dinu Giurgiu / Dan Verona)
19. Daca omul poate fi (Alexandru Simu / Eugen Dumitru)
20. Pentru voi, muguri noi (Ionel Bratu Voicescu / George Țarnea)

VI. Mihaela Runceanu & Roxana Popescu (2010, Electrecord EDC 965)
1. E adevarat iubirea mea (repertorii internazionale / Roxana Popescu)
2. Daca totuși vei pleca (Zoltan Boroș / Dumitru Popescu-Chiselet)
3. De-ar fi sa vii (Alexandru Wilmany / Roxana Popescu)
4. Sa crezi în dragostea mea (Ion Cristinoiu / Roxana Popescu)
5. Iarta! (Ion Cristinoiu / Roxana Popescu)
6. Ce poate fi mai trist ca desparțirea (Zsolt Kerestely/Nicolae Nița)
7. Eu nu te-am uitat (cover Scorpions - still loving you / Roxana Popescu)
8. Zborul vântului (Viorel Gavrila / Roxana Popescu)
9. A doua zi (Dinu Giurgiu/Dan Verona)
10. Cineva te iubește (Alexandru Wilmany/Roxana Popescu)
11. Nu știu cum m-am îndragostit (Viorel Gavrila/Roxana Popescu)
12. Haide, spune (Viorel Gavrila / Roxana Popescu)
13. Cu fiecare stea (Mihai Grigoriu / Romeo Iorgulescu)
14. De câte ori îți spun la revedere (Marcel Dragomir/Roxana Popescu)
15. Clipa care vine (Laurentiu Profeta/Roxana Popescu)
16. Vis al dragostei dintâi (Ion Cristinoiu)
17. De dorul meu vei reveni (Camelia Dascalescu/Roxana Popescu)
18. Vreau sa vii lânga mine (Laurentiu Profeta/Eugen Rotaru)

VII. Iarta (2013, Electrecord EDC 1065)
1. De-ar fi sa vii (Alexandru Wilmany / Roxana Popescu)
2. Fericirea are chipul tau (Marcel Dragomir / Eugen Rotaru)
3. Iarta! (Ion Cristinoiu / Roxana Popescu)
4. A doua zi (Dinu Giurgiu / Dan Verona)
5. Cineva te iubește! (Alexandru Wilmany / Roxana Popescu)
6. E-adevarat, iubirea mea (J. Diamond, L. Russell Brown / Roxana Popescu)
7. Haide, spune! (Viorel Gavrila / Roxana Popescu)
8. Sa crezi în dragostea mea (Ion Cristinoiu / Roxana Popescu)
9. Viața începe cu tine (Virgil Popescu / Angel Grigoriu & Romeo Iorgulescu)
10. Cât aș fi vrut sa te chem (Alexandru Wilmany / Angel Grigoriu)
11. Nu te ascunde (Cornel Fugaru / Dan V. Dumitriu)
12. Cu fiecare stea (Mihai Grigoriu / Romeo Iorgulescu)
13. Daca totuși vei pleca (Zoltan Boroș / Dumitru Popescu-Chiselet)
14. Nu știu nici eu (Gheorghe E. Marian / Aurel Felea)
15. Un bilet pentru o calatorie (J. Keller, H. Hunter / Flavia Buref)
16. De câte ori îți spun la revedere (Marcel Dragomir / Roxana Popescu)
17. Eu nu te-am uitat (R. Schenker, K. Meine / Roxana Popescu)

## Premi e riconoscimenti
- I Premio, Festival nazionale di musica leggera di Mamaia (1976) con il brano De-ar fi fost să fiu (di George Grigoriu e Mircea Block)
- Menzione Festival nazionale di musica leggera di Mamaia (1988) con il brano Cât aș fi vrut să te chem (di Alexandru Willmany e Angel Grigoriu)
- I Premio, Festival Melodii (1984) con il brano Să crezi în dragostea mea (di Ion Cristinoiu e Roxana Popescu)
- I Premio e Premio della giuria, Festival Melodii (1985) con il brano De-ar fi să vii (di Alexandru Willmany e Roxana Popescu)
- Finalista, Festival Melodii (1987) con il brano Să învingă dragostea (di Dan Pavelescu e Eugen Rotaru)